# RICA the BEST
『RICA the BEST』（リカ・ザ・ベスト）は、松本梨香の1作目のベスト・アルバム。

## 概要
- 初のベスト・アルバム。CD2枚組、全35曲収録。

## 収録曲

### Disc 1
1. 第2章 -ニュー・ヴォーカル・ヴァージョン- (4:27)
作詞:田口俊、作曲:小路隆、編曲:小路隆
2. ノイズ (4:19)
作詞:岡部れい子、作曲:西山誠、編曲:井上日徳
3. ありのままの私で (5:36)
作詞:白峰美津子、作曲:田中公平、編曲:寺嶋民哉
4. 噫、無情 〜元禄茶屋お春〜 (5:14)
作詞:ちあき哲也、作曲:杉本眞人、編曲:若草恵
5. 悲しい恋人 (4:36)
作詞:荒木とよひさ、作曲:三木たかし、編曲:若草恵
6. WAIT (3:30)
作詞:LaLa、作曲:杦村眞瑤誌、編曲:木下秀郎
7. 明日へのFree Way (アルバム・ヴァージョン) (4:25)
作詞:鮎川麻弥、作曲:多々納好夫、編曲:小牟田“Charlie”聡
8. Rain (5:28)
作詞:松本梨香、作曲:堺泰馬、編曲:井上日徳
9. さよなら (5:08)
作詞:松本梨香、作曲:多々納好夫、編曲:京田誠一
10. スパイシー・ライフ (4:30)
作詞:芹沢類、作曲:階一喜、編曲:西脇辰弥
11. ひとりでいるより自由な場所 (4:05)
作詞:根津洋子、作曲:坂下正俊、編曲:駒形弘行
12. From me to you (4:54)
作詞:松本梨香、作曲:坂下正俊、編曲:駒形弘行
13. 疾風になれ (3:50)
作詞:椎名可憐、作曲:千沢仁、編曲:河野陽吾
14. IN YOUR HEART (4:04)
作詞:松井五郎、作曲:大門一也、編曲:大門一也
15. 恋も愛もGETしなくちゃ (3:48)
作詞:岩里祐穂、作曲:小倉良・鳥山雄司、編曲:鳥山雄司
16. いつか明日が来たら (4:44)
作詞:芹沢類、作曲:伊良皆誠・鳥山雄司、編曲:鳥山雄司
17. ガーベラ (2001・アコースティック・ヴァージョン) (4:44)
作詞:中山加奈子、作曲:Chihiro、編曲:笹路正徳

### Disc 2
1. BLACK BIRD (5:13)
作詞:只野菜摘、作曲:堀隆、編曲:堀隆
2. みんながいたから (4:17)
作詞:吉川兆二、作曲:貴三優大、編曲:宮崎慎二
3. めざせポケモンマスター (4:11)
作詞:戸田昭吾、作曲:たなかひろかず、編曲:渡部チェル
4. 恋の毒 (5:01)
作詞:及川眠子、作曲:保刈久明、編曲:保刈久明
5. Nostalgia (4:00)
作詞:錦織貴子、作曲:広谷順子、編曲:岸村正実
6. DAY BY DAY (5:00)
作詞:浅田有理、作曲:岸村正実、編曲:岸村正実
7. 魔女っ子メグちゃん (3:03)
作詞:千家和也、作曲:渡辺岳夫、編曲:増田武司
8. こころハラペコ (4:42)
作詞:藤井青銅、作曲:羽毛田丈史、編曲:羽毛田丈史
9. 愛の負け戦 (5:20)
作詞:枯堂夏子、作曲:伊藤薫、編曲:宮崎慎二
10. Magical Beat! (4:54)
作詞:社孟子、作曲:天野正道、編曲:天野正道
11. スリルに恋して (ビデオサイズ・ヴァージョン) (2:01)
作詞:安藤芳彦、作曲:岩﨑元是、編曲:岩崎元是
12. Carry on (4:28)
作詞:浅田有理、作曲:神林早人、編曲:神林早人
13. Flowers in your heart (4:31)
作詞:浅田有理、作曲:神林早人、編曲:神林早人
14. My Private Blue (4:43)
作詞:日々安里、作曲:工藤隆、編曲:工藤隆
15. 恋はアンビリーバボー!? (4:03)
作詞:池田眞美子、作曲:淡海悟郎、編曲:淡海悟郎
16. 恋するDiary (4:26)
作詞:木本慶子、作曲:小松研多郎、編曲:飯塚昌明
17. スーパー・アーサー (3:50)
作詞:曽田博久、作曲:小杉保夫、編曲:石田勝範
18. 小さな魔女 (ショート・ヴァージョン) (2:37)
作詞:やなせたかし、作曲:浅田直、編曲:近藤浩章